# NGC 1597
NGC 1597 est une galaxie lenticulaire relativement éloignée et située dans la constellation de l'Éridan. NGC 1597 a été découverte par l'astronome américain Ormond Stone en 1885.

## Caractéristiques
Sa vitesse par rapport au fond diffus cosmologique est de 9 955 ± 26 km/s, ce qui correspond à une distance de Hubble de 147 ± 10 Mpc (∼479 millions d'al).